# Alchemist (restaurant)
 For alternative betydninger, se Alchemist. (Se også artikler, som begynder med Alchemist)
Alchemist er en dansk restaurant beliggende på Refshaleøen i København. Den har siden februar 2020 haft to stjerner i Michelinguiden.

## Historie
Grundlægger og køkkenchef Rasmus Munk åbnede Alchemist 22. august 2015 på Århusgade, Østerbro, hvor der var plads til 15 spisende gæster; her havde restauranten til huse indtil 22. december 2017, hvor de lukkede ned for at forberede og indrette de nuværende lokaler. Erhvervsmanden Lars Seier Christensen var på det tidspunkt gået ind som hovedinvestor med 76 millioner kroner, og 90 procent af ejerskabet.
4. juli 2019 genåbnede Alchemist i en tidligere B & W-værftshal. Siden genåbningen har restauranten efter få minutter meldt udsolgt, hver gang de åbnede for bookinger, og næsten 10.000 personer har været på venteliste.
Restauranten har en 50-retters menu til 4.900 kr. pr. kuvert.
I oktober 2019 vandt Restaurant Alchemist prisen som "Årets Gennembrud" af Den danske Spiseguide. Samme måned blev den af White Guide kåret til Danmarks bedste restaurant foran Noma og Koks. 17. februar 2020 blev Alchemist tildelt to Michelin-stjerner.
I 2025 blev Alchemist rangeret som den femtebedste restaurant i verden ved The World's 50 Best Restaurants.